# Jacopo da Bologna
Jacopo da Bologna (prima del 1340 – 1360) è stato un compositore italiano del XIV secolo che si inserisce nella corrente musicale nota come Ars nova.

## Biografia
Virtuoso dell'arpa e maestro di Francesco Landini, lavorò alla corte dei Visconti di Milano fino al 1349 e degli Scaligeri di Verona dal 1349 al 1351.
Fu uno dei primi esponenti dell'Ars Nova essendo contemporaneo di Gherardello da Firenze e Giovanni da Firenze. Jacopo è noto soprattutto per i suoi madrigali, ma compose anche numerose cacce.
Il suo madrigale Non al suo amante, scritto intorno al 1350, è l'unica composizione contemporanea conosciuta su testo di Petrarca.
Lo stile di Jacopo era noto per la dolcezza e la linearità delle melodie. Il suo più famoso madrigale è Fenice fu', scritto intorno al 1360. 
Egli è ben presente nel Codice Squarcialupi, la grande collezione di opere musicali del XIV secolo, a lungo posseduto dalla Famiglia Medici; 28 delle sue composizioni si trovano infatti in detto codice che rappresenta la principale fonte di documentazione relativa ai compositori dell'Ars nova italiana.
Oltre alle composizioni musicali, Jacopo scrisse un breve trattato di teoria musicale, L'arte del discanto misurato, conservato alla Biblioteca Medicea Laurenziana a Firenze.